# Łukasz Owsian
Łukasz Owsian (Toruń, 24 februari 1990) is een Pools wielrenner die sinds 2025 voor Mazowsze Serce Polski uitkomt.

## Overwinningen
2014
Bergklassement Szlakiem Grodów Piastowskich
3e etappe deel A Sibiu Cycling Tour (ploegentijdrit)
2016
Visegrad 4 Bicycle Race – GP Polski Via Odra
2017
Korona Kocich Gór
Bergklassement Ronde van Groot-Brittannië
3e etappe CCC Tour-Grody Piastowskie
Eindklassement CCC Tour-Grody Piastowskie
2018
GP Doliny Baryczy Zmigrod
2021
Bergklassement Ronde van Polen
2025
Bergklassement Ronde van Małopolska

## Resultaten in voornaamste wedstrijden
| Jaar | Ronde van Italië | Ronde van Frankrijk | Ronde van Spanje |
| ---- | ---------------- | ------------------- | ---------------- |
| 2013 |                  |                     |                  |
| 2014 |                  |                     |                  |
| 2015 | 118e             |                     |                  |
| 2016 |                  |                     |                  |
| 2017 | 88e              |                     |                  |
| 2018 |                  |                     |                  |
| 2019 | 73e              |                     |                  |
| 2020 |                  |                     |                  |
| 2021 |                  |                     |                  |
| 2022 |                  | 42e                 | 90e              |
| 2023 |                  |                     | 75e              |
| 2024 |                  |                     | 89e              |

| Jaar | Milaan-San Remo | Amstel Gold Race | Luik-Bast.‑Luik | Ronde van Lombardije | Brabantse Pijl | Waalse Pijl |  | WK op de weg |
| ---- | --------------- | ---------------- | --------------- | -------------------- | -------------- | ----------- |  | ------------ |
| 2013 |                 |                  |                 |                      | 54e            |             |  |              |
| 2014 |                 | opgave           |                 |                      | 90e            |             |  |              |
| 2015 |                 |                  |                 | 82e                  |                |             |  |              |
| 2016 |                 | 106e             |                 | opgave               | 43e            |             |  | opgave       |
| 2017 |                 |                  |                 |                      |                |             |  |              |
| 2018 |                 |                  |                 |                      |                |             |  | 56e          |
| 2019 |                 |                  |                 | opgave               |                | opgave      |  | opgave       |
| 2020 |                 |                  | 75e             |                      |                | 74e         |  | 70e          |
| 2021 |                 | 107e             | 82e             | opgave               |                | 75e         |  | opgave       |
| 2022 |                 | 75e              | opgave          |                      | 39e            | 83e         |  | 96e          |
| 2023 |                 | 73e              | opgave          |                      | 49e            | 106e        |  |              |
| 2024 | 153e            |                  |                 | opgave               |                |             |  | 77e          |

## Ploegen
- 2012 –  CCC Polsat Polkowice[1]
- 2013 –  CCC Polsat Polkowice
- 2014 –  CCC Polsat Polkowice
- 2015 –  CCC Sprandi Polkowice
- 2016 –  CCC Sprandi Polkowice
- 2017 –  CCC Sprandi Polkowice
- 2018 –  CCC Sprandi Polkowice
- 2019 –  CCC Team
- 2020 –  Arkéa-Samsic
- 2021 –  Arkéa-Samsic
- 2022 –  Arkéa-Samsic
- 2023 –  Arkéa-Samsic
- 2024 –  Arkéa-B&B Hotels
- 2025 –  Mazowsze Serce Polski

Banaszek · Brożyna · Černý · Großschartner · Hirt · Honkisz · Kaczmarek · Kiendyś · Kurek · Latoń · Małecki · Marycz · Matysiak · Michajlov · Mrożek · Owsian · Paluta · de la Parte · Paterski · Pluciński · Ponzi · Rebellin · Samojlaw · Stępniak · Stosz · Szmyd · Taciak
Banaszek · Białobłocki · Brożyna · Großschartner · Hirt · Kaczmarek · Koch · Kurek · Małecki · Michajlov · Mrożek · Owsian · Paluta · Paterski · Pluciński · Ponzi · Samojlaw · Schlegel · Sisr · Stosz · Taciak · Tratnik
Antunes · Banaszek · Bernas · Brożyna · Cieślik · Franczak · Gradek · Koch · Kump · Kurek · Małecki · Owsian · Paluta · Pluciński · Sajnok · Schlegel · Sisr · Stosz · Taciak · Tratnik
Antunes · Barta · Bernas · Bevin · Černý · ten Dam · De Marchi · Geschke · Gradek · Koch · Mareczko · Owsian · de la Parte · Pauwels · Rosskopf · Sajnok · Schär · Van Avermaet  · Van Hoecke · Van Hooydonck · Van Keirsbulck · Ventoso · Wiśniowski · Zoidl
Anacona · Barguil · Bonnamour · Boudat · Bouet · Bouhanni · Declercq · Delaplace · Gesbert · Grondin · Guernalec · Hardy · Jarrier · Le Roux · Ledanois · Louvel · McLay · Noppe · Owsian · Pichon · D. Quintana · N. Quintana · Riou · Rosa · Russo · Swift · Vachon · Welten · Lecamus-Lambert (stagiair) · Vauquelin (stagiair)
Anacona · Barguil · Barré (vanaf 1/8) · Bouet · Bouhanni · Capiot · Declercq · Delaplace · Edet · Flórez · Gesbert · Grondin · Guernalec · Guglielmi · Hardy · Hofstetter · Ledanois · Louvel · McLay · Noppe · Owsian · Pajur · Pichon · D. Quintana · N. Quintana · Ries · Riou · Russo · Swift · Vauquelin · Verre · Clynhens (stagiair) · Costiou (stagiair) · Thierry (stagiair)
Barguil · Barré · Biermans · Bouet · Bouhanni · Capiot · Champoussin · Costiou · Dekker · Delaplace · Démare (vanf 1/8) · Edet · Gesbert · Grondin · Guernalec · Guglielmi · Hofstetter · Le Berre · Ledanois · Louvel · McLay · Mozzato · Owsian · Pichon · Ponomar (tot 31/7) · Ries · Riou · Rodríguez · Russo · Vauquelin · Verre · Dauphin (stagiair) · Gillet (stagiair) · Tjøtta (stagiair)
Albanese · Barré · Biermans · Capiot · Champoussin · Costiou · Dekker · Delaplace · Démare · García Pierna · Gesbert · Grondin · Guernalec · Guglielmi · Huys · Le Berre · Ledanois(tot 15/8) · Louvel · McLay · Mozzato · Owsian · Ries · Riou · Rodríguez · Scotson · Sénéchal · Thierry (vanaf 1/9) · Vauquelin · Venturini · Verre